# Comunitat Electoral Cristiana
Comunitat Electoral Cristiana (alemany Christliche Wählergemeinschaft, CWG) és un partit polític austríac d'orientació cristiana i ultra-conservadora, fundat el 8 de desembre de 1989 a Mariazell per alguns dissidents del Partit Popular d'Àustria (ÖVP), que el consideraven girat a l'esquerra. Es defineix com a partit del Centre cristià. El 2006 el seu cap era Karl Angerer.
En el seu programa promou la neutralitat militar i veu la protecció del medi ambient com la protecció de l'obra de Déu. Defensa la vida i és totalment oposat a l'avortament. També s'opossa a l'entrada austríaca a la Unió Europea, a la pornografia, l'enginyeria genètica, l'energia nuclear, l'eutanàsia i el transport de càrregues pesades (Transitverkehr).
A les eleccions legislatives austríaques de 2002 només va presentar candidats a Vorarlberg, on va obtenir 2.009 vots (l'1,02% dels vots de l'estat), i a les municipals de Viena de 2005 va donar suport al candidat del FPÖ Heinz-Christian Strache, encara que el candidat antiavortista Gudrun Kugler-Lang hi participà dins les llistes del ÖVP.